# Abbas Alí Jalatbarí
Abbas Alí Jalatbarí (Teherán, 1912-1979), también conocido como Abbas Ali Khal'atbari, fue un diplomático iraní, que se desempeñó como ministro de Relaciones Exteriores de 1971 a 1978. Es uno de los políticos de la era Shah que fueron ejecutados tras la revolución iraní.

## Primeros años y educación
Jalatbarí nació en 1912. Era miembro de una familia bien establecida.
Prosiguió su educación en París, donde recibió una licenciatura en ciencias políticas en la Facultad de Derecho y Economía de París en 1936 y un doctorado en derecho en 1938.

## Carrera profesional
Jalatbarí era un diplomático de carrera. Fue uno de los diplomáticos importantes que dieron forma a las relaciones exteriores de Irán durante el reinado de Mohammad Reza Pahlavi. Comenzó su carrera en el Ministerio de Finanzas en 1940 y luego se incorporó al Ministerio de Relaciones Exteriores en 1942. Se desempeñó brevemente como embajador de Irán en Polonia en 1961.
Jalatbarí fue nombrado secretario general de CENTO en enero de 1962, reemplazando a Mirza Osman Ali Baig en el cargo. Khalatbari estuvo en el cargo hasta enero de 1968 cuando Turgut Menemencioglu lo sucedió en el cargo. De 1968 a 1970 se desempeñó como viceministro de Relaciones Exteriores.
Jalatbarí fue nombrado ministro de Relaciones Exteriores del gabinete dirigido por el primer ministro Amir Abbas Hoveyda el 13 de septiembre de 1971, reemplazando a Ardeshir Zahedi en el cargo. Khalatbari realizó una visita oficial a Israel en 1977 como invitado de su homólogo israelí Yigal Allon. El mandato de Khalatbari como ministro de Relaciones Exteriores terminó el 27 de agosto de 1978, y fue reemplazado por Amir Khosrow Afshar en el cargo. Aunque era leal al sha, Khalatbari se enteró de su remoción por las noticias de la radio de la mañana.

## Años posteriores y muerte
Después de la revolución islámica de 1979, Jalatbarí fue arrestado y condenado a muerte por los cargos de "corrupción en la tierra; pertenencia al régimen anterior, ser ministro del gobierno anterior, ser agente de SAVAK, ser miembro de una delegación gubernamental que actúa en contra de los intereses de la nación; ser empleado de la CIA; traición, actuar contra el interés del pueblo, actuar contra la seguridad de la nación". Él y otros diez funcionarios del Sha, incluido el exministro de agricultura Mansour Rouhani, fueron ejecutados por las fuerzas de seguridad de la República Islámica de Irán en Teherán el 11 de abril de 1979. Poco antes de su ejecución, se emitió una declaración escrita de los informes de Jalatbarí en el tribunal, afirmando que el sah derrocado había matado "personalmente" a muchas personas.

## Vida personal
Jalatbarí estaba casado con la hermana de Safi Asfia, quien dirigía la Organización Plan de Irán y estaba a cargo de las ambiciones casi nucleares de Irán. Tuvo cuatro hijos.

## Honores
Jalatbarí recibió los honores de Primera Clase Homayoun y Tercera Clase Taj.